# Jerry Goldsmith
Jerry Goldsmith, születési nevén Jerrald King Goldsmith (Los Angeles, 1929. február 10. – Beverly Hills, 2004. július 21.) Oscar- és ötszörös Primetime Emmy-díjas amerikai zeneszerző és karmester, a filmzene egyik legnagyobb hatású alakja. Olyan filmek zenéje kötődik nevéhez, mint a Majmok bolygója, az Elemi ösztön, több Rambo-film, a Poltergeist – Kopogó szellem, a Total Recall – Az emlékmás, a Nyolcadik utas: a Halál, a Mulan és a Múmia. Ő komponálta többek között az Oscar-gála 1999 óta hallható felvezető zenéjét, valamint a Universal Studios logójának megjelenésekor felcsendülő zenét is.
16 évesen látta a moziban az Elbűvölve című filmet, melynek zeneszerzője, a magyar Rózsa Miklós munkája inspirálta, hogy maga is elkezdjen zenével foglalkozni. Rózsa később egyetemen tanította is Goldsmitht egy ideig.
18 alkalommal jelölték Oscar-díjra, de csak egyszer kapta meg, az 1976-os Ómen című film zenéjéért. Öt Emmy-díjat nyert, hatszor jelölték Grammy-díjra és kilencszer Golden Globe-díjra. 2017-ben posztumusz kapott csillagot a Hollywoodi hírességek sétányán.